# Scheuereckberg
Der Scheuereckberg ist ein 1193 m hoher Berg im Nationalpark Bayerischer Wald zwischen Großem Falkenstein und Großem Rachel im Gebiet der Schachten.
Auf seinem weitläufigen Gipfel erstreckt sich der Jährlingschachten, welcher zu den schönsten im Bayerischen Wald zählt. Hier sind noch einige der alten Bergahorne erhalten, außerdem ist die ehemalige Weidefläche von Heidelbeersträuchern übersät. Ein Stück oberhalb der urigen Unterstandshütte befindet sich der höchste Punkt des Scheuereckberges, auf dessen Felsen ein kleines Gipfelkreuz steht. Der Ausblick geht hinüber zum tschechischen Poledník (Mittagsberg) sowie zum Lackenberg und zum Großen Falkenstein.